# 崋山神社
崋山神社（かざんじんじゃ）は愛知県田原市にある神社。

## 概要
祭神は、江戸時代後期の田原藩家老であり、文人・画家・蘭学者としても活躍した渡辺崋山。社殿は、田原城出丸跡に建てられている。なお、崋山自身の墓所は市内の城宝寺に所在する。

## 歴史
蛮社の獄によって田原で蟄居の身となった崋山は、生活の資とするため絵を描いたことに対し風聞が流れると、藩・主君に累が及ぶのを避けるため、天保12年（1841年）に切腹し48年の生涯を閉じた。
江戸幕府（江戸時代）が終焉を迎え明治時代になると、藩政における功績や開国論が再評価され、人々に顕彰されるようになる。
崋山没後100年を翌年に控えた昭和15年（1940年）、崋山を祭神とする神社創建の話が具体化し、同年8月29日には神祇院から創建の許可が下った。これに伴い、「崋山神社創立奉賛会」が創設され、建設のための基金が集められたが、太平洋戦争の激化や敗戦後の混乱により社殿造営は思うように進まず、昭和21年（1946年）に井伊谷宮（静岡県浜松市）の仮殿を購入・移設して田原城出丸跡に創建・鎮座された。
昭和34年（1961年）、伊勢湾台風により社殿が崩壊。巴江神社（田原城本丸跡に鎮座）に仮遷座する。その後、昭和42年（1967年）に現社殿が再建された。

## 主な祭事
崋山の命日である10月11日には、「崋山神社秋の大祭」が開催される。

## 付属施設
結婚式場や会議等に使用される崋山会館が併設されている。

## ギャラリー

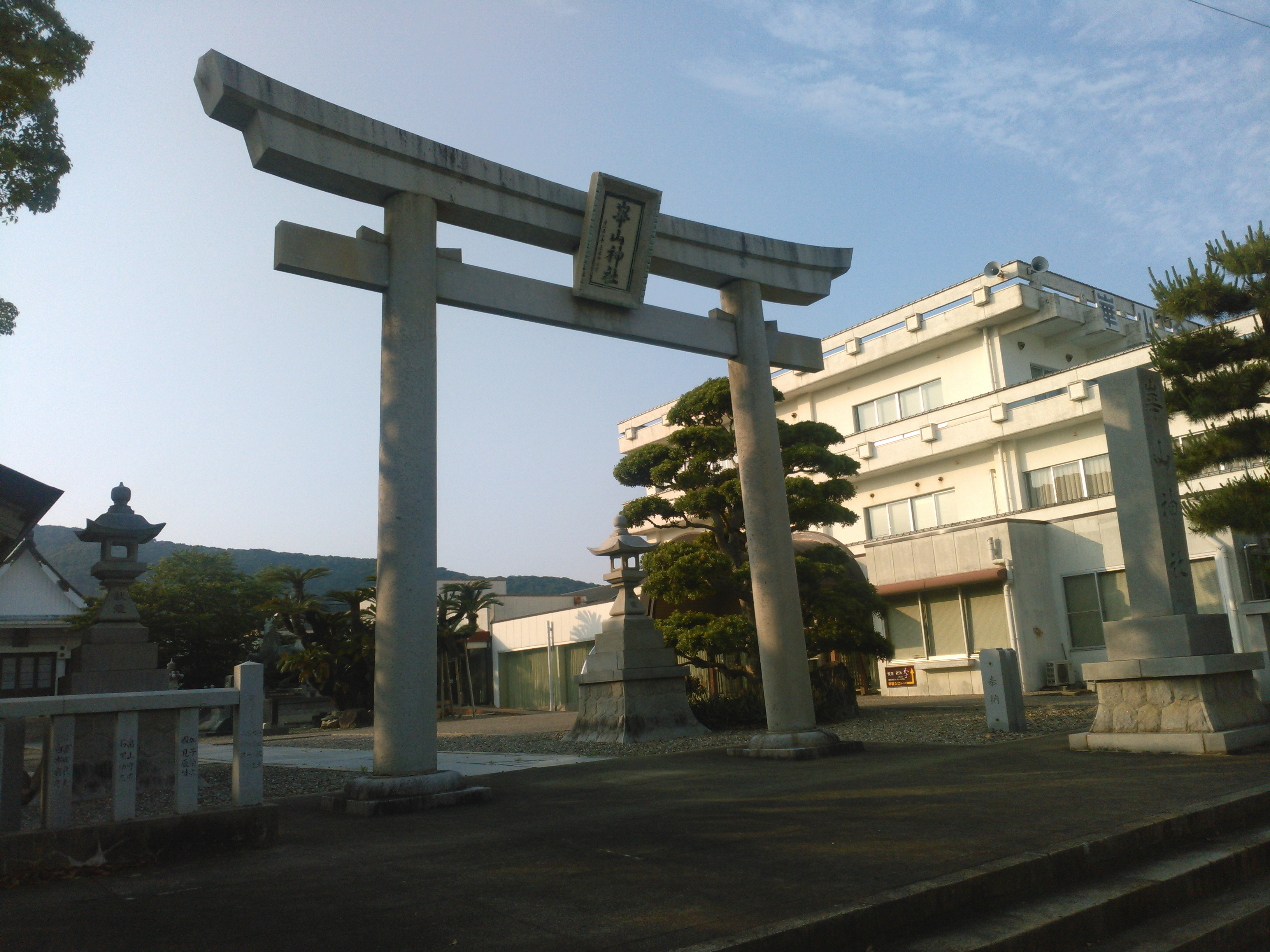
入口石鳥居
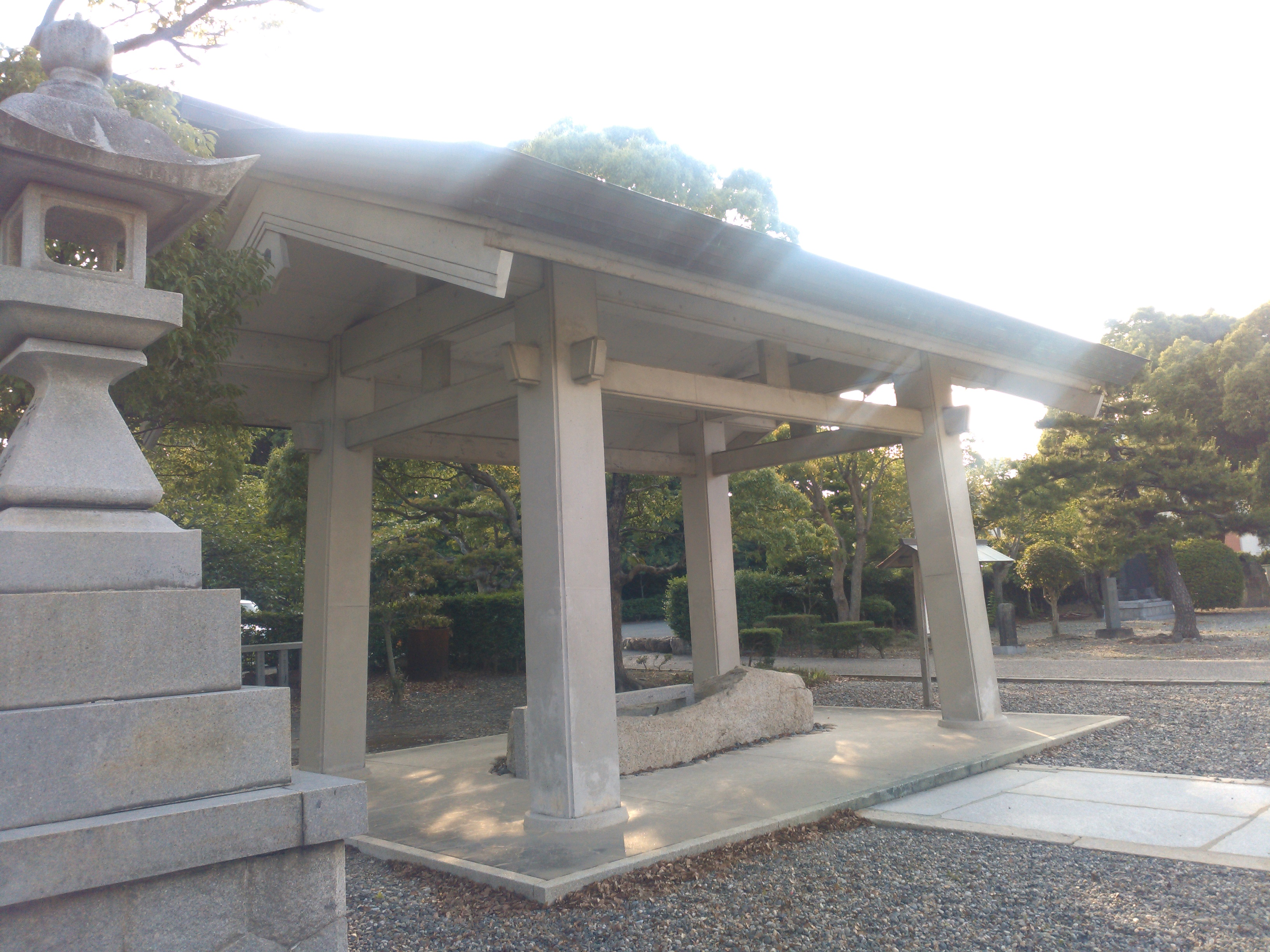
手水舎
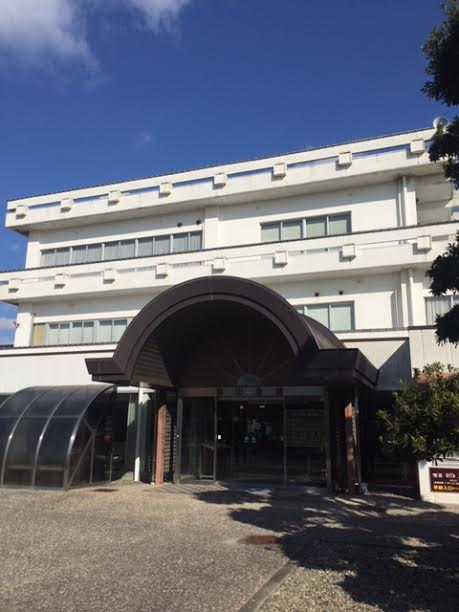
境内にある崋山会館
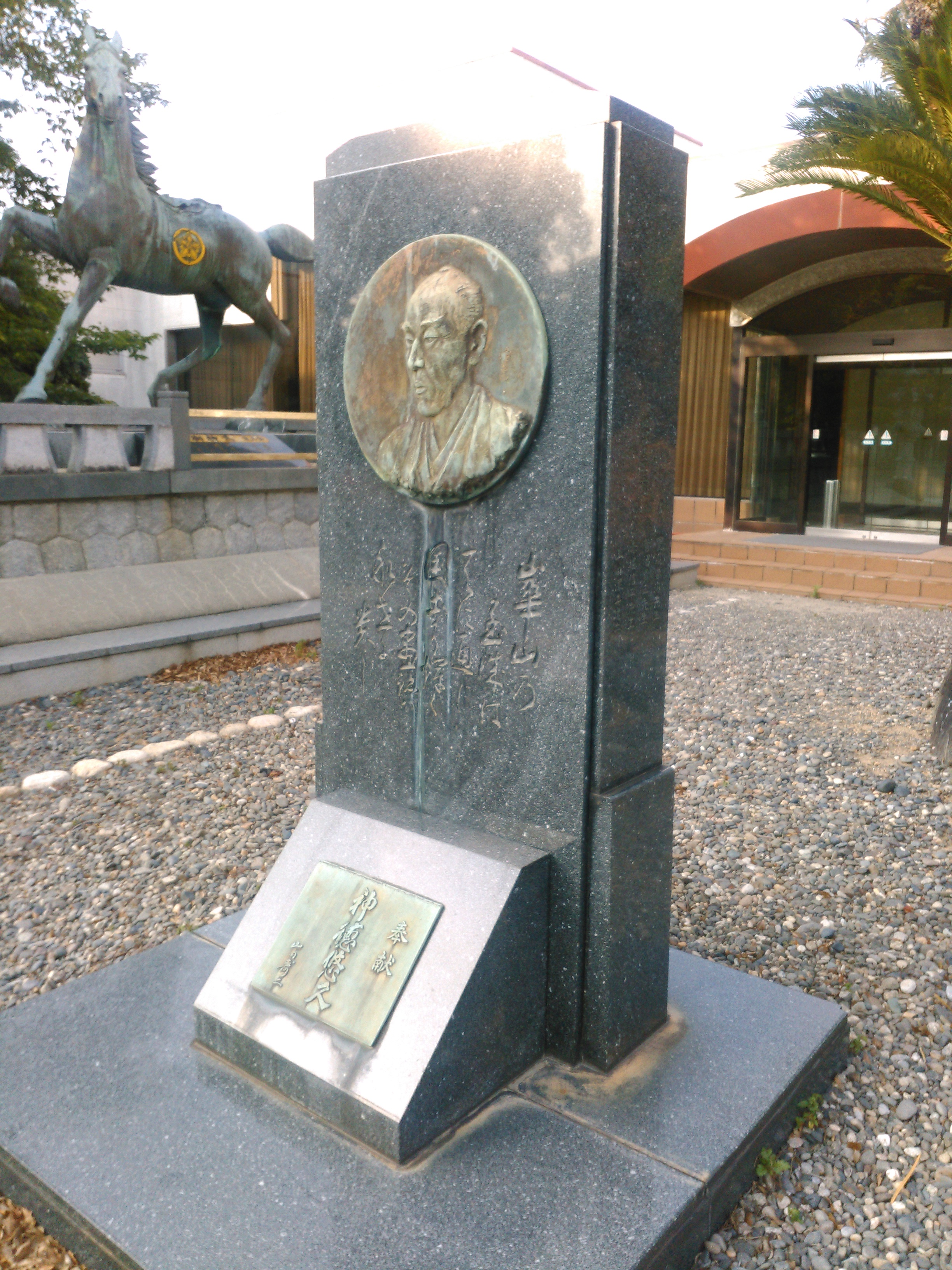
石碑
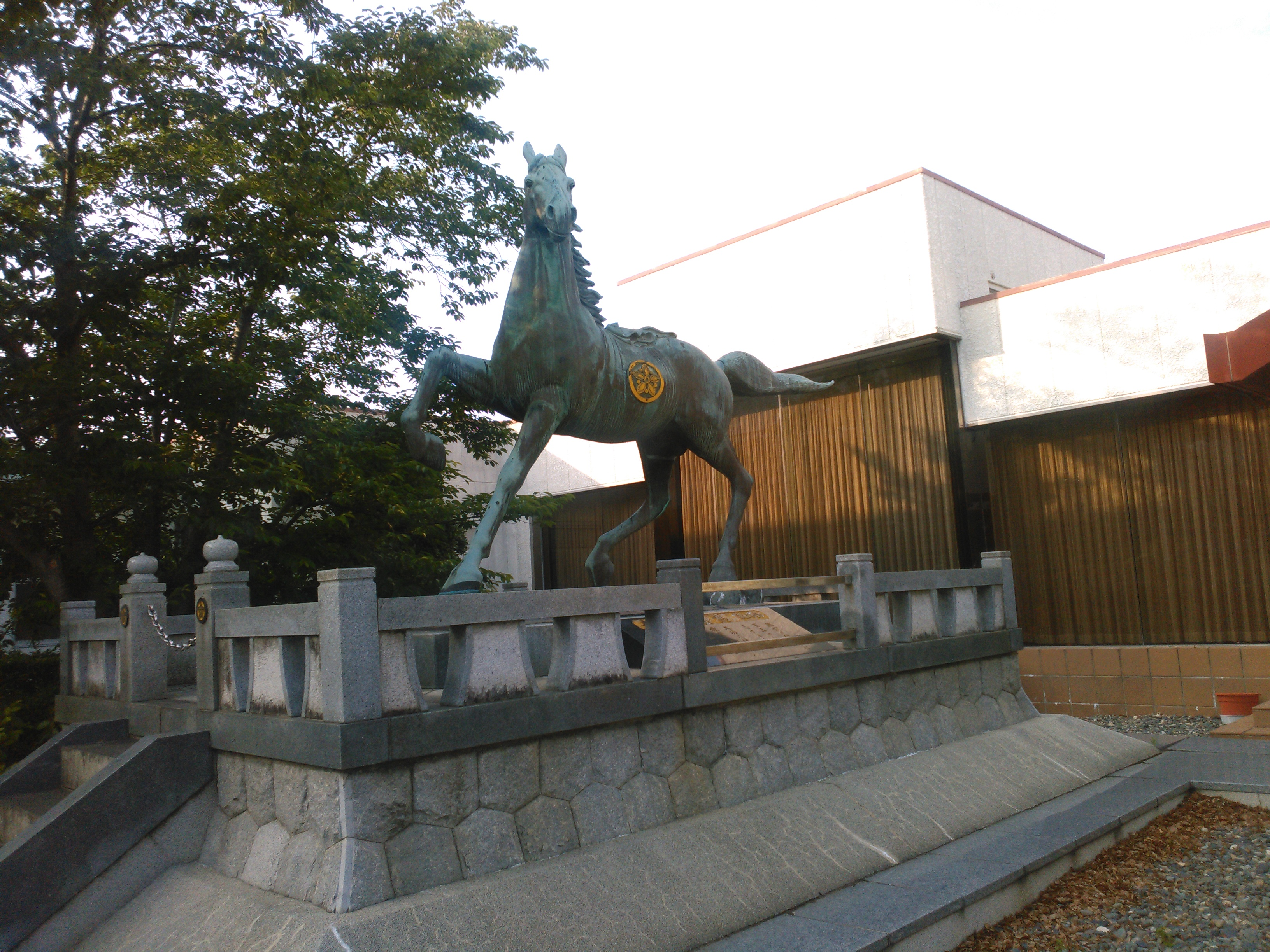
神馬像

## 付近の関連史跡・名所等
- 田原城址：郭内に崋山の作品を収蔵した田原市博物館がある。
- 池ノ原公園：崋山が蟄居しその後自刃した家屋が復元されている。
- 城宝寺：崋山や息子小崋の墓所がある。
- 田原中部小学校：毎年学芸会で崋山の少年期を題材とした崋山劇を公演する。また、小学校の向かい側に崋山が天保の大飢饉の際に建てた報民倉跡がある。